# AirPower
AirPower（エアーパワー）とは、Appleがかつて開発していたワイヤレス充電機器である。当初、発売予定は2018年とされていたが、2019年3月29日（現地時間）に開発を完全に中止したと発表された。

## 概要
AirPowerは2017年9月12日（現地時間）、アメリカ合衆国カリフォルニア州クパティーノのスティーブ・ジョブズ・シアターで初開催された、Apple Special Eventで披露された。
AirPowerは複数のデバイスをワイヤレスで充電できるようになっていて、iPhone 8 / iPhone 8 Plus、iPhone X、iPhone XS / iPhone XS Max、iPhone XR、Apple Watch、AirPodsなどのワイヤレス充電に対応したデバイスを3つまで、マットの表面上のどこにでも置くだけで同時に充電できるとされていた。
ワイヤレス給電の標準規格であるQiに準拠させる予定であった。
2019年3月29日（現地時間）、AirPowerの開発中止を発表した。開発中止の理由は、高い品質水準に達することができないと判断したため。

## 製品発表から開発中止発表までの流れ
2017年9月12日（現地時間）に開催されたApple Special Event中に披露され、発売は2018年とした。
2018年9月12日（現地時間）に開催されたApple Special Event中では、一切話題に出ていなかった。
Apple公式ウェブサイトから、AirPowerに関する記述が削除された。
2019年1月12日、ニュースサイト「ChargerLAB」がTwitterにLuxshare PrecisionがAirPowerの製造を開始したとの旨を報じている。
また、2019年1月18日のギズモードの記事によると、iPhone XS Smart Battery Caseの製品紹介中（英語版）にAirPowerに対応する旨の記述があり、ギズモードは近日発売の可能性を論じている。
また、2019年1月23日のEngadgetの記事によると、発売時期は2019年後半であるとの予想がされている。
2019年3月25日（現地時間）に開催されたApple Special Event中では、一切話題に出ていなかった。
2019年3月29日（現地時間）AirPowerの開発中止を発表した。